# Мусаддік Хуссейн
Мусаддік Хуссейн (17 квітня 1968) — пакистанський хокеїст на траві.
Бронзовий призер Олімпійських Ігор 1992 року, учасник 1988 року.